# Enterprise (Star Trek)
Star Trek: Enterprise – seria fikcyjnych statków kosmicznych, na których dzieje się akcja seriali, filmów, książek i gier w uniwersum świata Star Trek.
Nazwa ta pojawiła się po raz pierwszy w serialu Star Trek, który wyświetlany był w latach 60. XX wieku. Pierwszy prom kosmiczny OV-101 zbudowany przez NASA, na prośbę fanów serialu oraz od nazwy dwóch amerykańskich lotniskowców (CV-6 i CVN-65) nazwany został Enterprise.

## Statki noszące nazwęEnterprise
- Enterprise NX-01 (występujący w serialu Star Trek:  Enterprise)
- Enterprise NCC-1701 (występujący w serialu Star Trek oraz w filmach Star Trek, Star Trek: Gniew Khana,  Star Trek III: W poszukiwaniu Spocka)
- Enterprise NCC-1701A (występujący w filmach Star Trek IV: Powrót na Ziemię, Star Trek V: Ostateczna granica oraz Star Trek VI: Wojna o pokój)
- Enterprise NCC-1701B (występujący w filmie Star Trek: Pokolenia)
- Enterprise NCC-1701C (występujący w odcinku Yesterday's Enterprise serialu Star Trek: Następne pokolenie)
- Enterprise NCC-1701D (występujący w serialu Star Trek: Następne pokolenie oraz filmie Star Trek: Pokolenia)
- Enterprise NCC-1701E (występujący w filmach Star Trek: Pierwszy kontakt, Star Trek: Rebelia oraz Star Trek: Nemesis)
- Enterprise NCC-1701F (występujący w grze komputerowej Star Trek Online)
- Enterprise NCC-1701G (występujący w odcinku Ostatnie pokolenie w serialu Star Trek Picard)
- Enterprise NCC-1701J (występujący w odcinku Azati Prime w serialu Star Trek: Enterprise).